# Хористка (рассказ)
«Хористка» — рассказ А. П. Чехова. Написан в 1886 году.

## Публикации
Рассказ был впервые опубликован в журнале «Околки» № 14 от 18 июля 1886 года. Рассказ первоначально назывался Певичка с подписью А. Чехонте. Переработанная версия рассказа была включена в благотворительную антологию «Путь-дорога. Научно-литературный сборник в пользу общества для вспомоществования нуждающимся переселенцам с приложением фотографий и цинкографий». СПб., 1893.
Прежде чем включать произведение во второй том собрания сочинений, издаваемого Адольфом Марксом в 1899—1901 годах, Чехов внес в текст некоторые изменения. Во время коррекции произведения Чехов изменил свое отношение к героине. «Из юмористического эпизода жизни распутной женщины он сделал лирическую, грустную историю оскорбленного человека».
При жизни Чехова рассказ был переведён на венгерский, немецкий, польский и словацкий языки.

## Краткий сюжет
Однажды на даче у певицы Паши в антресолях сидел её обожатель Николай Петрович Колпаков. Раздумья дачников прервал таинственный посетитель, оказавшийся женщиной. Женщина потребовала свидания с мужем, который якобы спрятался у них на даче в другой комнате, потом потребовала, чтобы Паша вернула ей все подарки, которые тот ей подарил, так как муж забрал и присвоил себе немалую сумму денег. Паша решила отдать ей свой золотой браслет и колечко с рубином. Но это были не те украшения. В конце концов дама забрала эти и другие украшения.
Все это происходило на глазах Колпакова. Видя такое унижение певицы, Колпаков восклицает: «Нет, я никогда не прощу себе этого! Не прощу! Отойди от меня прочь… дрянь! — крикнул он с отвращением, пятясь от Паши и отстраняя ее от себя дрожащими руками. — Она хотела стать на колени и… перед кем? Перед тобой! О, боже мой!».
Колпаков выразил своё отношение к происходящему и ушёл.

## Критика
Публицист и литературный критик А. И. Богданович в своей рецензии на страницах журнала «Мир божий», подписанной псевдонимом «А. Б.», ставил «Хористку» в один ряд с такими чеховскими рассказами, как «Анюта» и «Переполох», отмечая, что в нём «вся низость человеческой души выступает с особой наглядностью» и что рассказ вызывает у читателя «чувство стыда и жалости», вырастающее «почти до физической боли».
Критик С. А. Венгеров приводил рассказ «Хористка» в качестве примера того, как Чехов в своих произведениях способен развёртывать «ежедневную жизнь во всём трагизме своей мелочности, пустоты и бездушия». В этом рассказе, с точки зрения Венгерова, автор показал «грубейший эгоизм „честных“ людей в обращении с „продажными тварями“».
М. О. Гершензон в журнале «Научное слово» писал, что этот рассказ «по-своему прекрасный». По его мнению, в «Хористке» «психологическая верность выдержана чрезвычайно тонко», а изложение «дышит неподдельной правдой», что подтверждает ключевую особенность Чехова как великого мастера «внешней психологической наблюдательности», отличающую его от Ф. М. Достоевского и Л. Н. Толстого, которые изображают «глубинные движения человеческой души».
Высоко оценил рассказ Л. Н. Толстой, который в своём личном списке рассказов Чехова отнёс его к числу наилучших.

## Экранизация
- 1978 — «Хористка» (СССР), режиссёр Александр Муратов (Дебют режиссёра). В ролях: Олег Табаков — Колпаков; Елена Драпеко — хористка Паша; Лариса Кадочникова — жена Колпакова; Ирина Муравьёва — инженю Паша; Евгения Уралова — жена Колпакова

- 1992 — «Милостивые государи» (телефильм, Россия). Снят по рассказам А. П. Чехова «Месть», «Баран и барышня», «Хористка», «Княгиня». Режиссер: Николай Александрович. В ролях: Юрий Яковлев — Колпаков;

- 1998 — Новелла «Хористка» в четвёртой серии сериала «Чехов и Ко». В ролях: Алексей Жарков — Николай Петрович Колпаков; Евгения Добровольская — хористка Паша; Марина Брусникина — жена Колпакова.